# كيتشي ناكاي
كيتشي ناكاي (باليابانية: 中井貴一؛ بالكانا: なかい きいち) هو مغني وممثل ياباني، ولد في 18 سبتمبر 1961 في سيتاغايا في اليابان. من الجوائز التي نالها Japan Academy Film Prize for Outstanding Performance by an Actor in a Leading Role ‏ سنة 2004.

## جوائز وترشيحات
جوائز
- Japan Academy Film Prize for Outstanding Performance by an Actor in a Leading Role [الإنجليزية]‏ (2004)

ترشيحات
- Japan Academy Film Prize for Outstanding Performance by an Actor in a Leading Role [الإنجليزية]‏ (1996)
- Japan Academy Film Prize for Outstanding Performance by an Actor in a Leading Role [الإنجليزية]‏ (2000)

## وصلات خارجية
- كيتشي ناكاي على موقع IMDb (الإنجليزية)
- كيتشي ناكاي على موقع ألو سيني (الفرنسية)
- كيتشي ناكاي على موقع ميوزك برينز (الإنجليزية)
- كيتشي ناكاي على موقع أول موفي (الإنجليزية)
- كيتشي ناكاي على موقع قاعدة بيانات الأفلام السويدية (السويدية)
- كيتشي ناكاي على موقع ديسكوغز (الإنجليزية)
- كيتشي ناكاي على موقع قاعدة بيانات الفيلم (الإنجليزية)
- كيتشي ناكاي على موقع كينوبويسك (الروسية)